# Фромюль
Фромюль (фр. Frohmuhl) — коммуна на северо-востоке Франции в регионе Гранд-Эст (бывший Эльзас — Шампань — Арденны — Лотарингия), департамент Нижний Рейн, округ Саверн, кантон Ингвиллер. До марта 2015 года коммуна административно входила в состав упразднённого кантона Ла-Птит-Пьер (округ Саверн).
Площадь коммуны — 1,64 км², население — 189 человек (2006) с тенденцией к снижению: 185 человек (2013), плотность населения — 112,8 чел/км².

## Население
Население коммуны в 2011 году составляло 188 человек, в 2012 году — 186 человек, а в 2013-м — 185 человек.
| 1962 | 1968 | 1975 | 1982 | 1990 | 1999 | 2006 | 2008 | 2011 | 2012 | 2013 |
| ---- | ---- | ---- | ---- | ---- | ---- | ---- | ---- | ---- | ---- | ---- |
| 242  | 241  | 206  | 199  | 200  | 208  | 189  | 186  | 188  | 186  | 185  |

Динамика населения:

## Экономика
В 2010 году из 113 человек трудоспособного возраста (от 15 до 64 лет) 90 были экономически активными, 23 — неактивными (показатель активности 79,6%, в 1999 году — 69,8%). Из 90 активных трудоспособных жителей работали 76 человек (42 мужчины и 34 женщины), 14 числились безработными (6 мужчин и 8 женщин). Среди 23 трудоспособных неактивных граждан 5 были учениками либо студентами, 12 — пенсионерами, а ещё 6 — были неактивны в силу других причин.